# Monstrillopsis filogranarum
Monstrillopsis filogranarum is een eenoogkreeftjessoort uit de familie van de Monstrillidae. De wetenschappelijke naam van de soort is voor het eerst geldig gepubliceerd in 1901 door Malaquin.